# Agata Sapiecha
Agata Sapiecha (ca. 1958) is een Pools barokviolist.

## Levensloop
Sapiecha volbracht haar studies aan de Muziekacademie van Warschau en studeerde verder aan het Conservatorium van Moskou bij Oleh Krysa. Van 1993 tot 1997 studeerde ze bij Simon Standage aan de Academie voor Oude Muziek in Dresden. Ze nam ook deel aan heel wat internationale cursussen.
Ze was in 1990 medeoprichter en sindsdien muziekdirecteur van Il Tempo, een toonaangevend Pools barokensemble. Daarnaast heeft ze meegewerkt met talrijke ensembles, zowel Poolse als buitenlandse, in het bijzonder met Simon Standage en met het Pools barokensemble Ars Nova. Dit resulteerde in talrijke optredens en opnamen, solo, in duo of met ensembles. 
Vanaf 1992 presenteerde ze een programma op de Poolse radio. Ze stichtte ook de Internationale Zomer voor Oude Muziek in Wilanow (Warschau).
In de Muziekacademie van Warschau werd ze in 1996 directeur van het Departement Oude Muziek en doceert er barokviool en barokorkest. Ze bespeelt zowel barokviolen als mazanki (Poolse viool).
Ze was ondervoorzitter van de Poolse Vereniging voor Oude Muziek en van de Muziekvereniging van Warschau. 
Sapiecha trad vaak op in internationale jurys. Ze was onder meer jurylid in 1999, 2000, 2003 en 2006 voor de internationale wedstrijden 'barokinstrument' en 'ensembles', in het kader van het Festival Musica Antiqua in Brugge.
- Library of Congress Control Number: no2006025903
- MusicBrainz: 8fe9756e-0edf-4cdf-b80c-243a8249e94d
- Virtual International Authority File: 164246433
- WorldCat: E39PBJpPyXtv3mmYgPFTxGw3cP